# Il profumo del mare
Il profumo del mare è un album del cantautore italiano Gianni Bella, pubblicato dall'etichetta discografica Clan e distribuito dalla Sony nel 2001.
Il brano omonimo viene presentato al Festival di Sanremo, dove si classifica al dodicesimo posto.

## Tracce
1. Un airone
2. Il profumo del mare
3. Amami presto (feat. Adriano Celentano)
4. Ti desidero
5. Giurai prudenza
6. Proibito
7. Una rosa sull'acqua
8. Paso doble
9. Il sole di un abbraccio
10. Allarme rosso
11. Un clown

## Formazione
- Gianni Bella – voce
- Cesare Chiodo – basso
- Lele Melotti – batteria, percussioni
- Giorgio Secco – chitarra
- Fio Zanotti – tastiera, programmazione, pianoforte, fisarmonica, sintetizzatore, vocoder
- Samuele Dessì – chitarra
- Pier Michelatti – basso
- Emanuela Cortesi, Monica Magnani, Silvio Pozzoli – cori